# Сулыколь (Акмолинская область)
Сулыколь (каз. Сулыкөл) — упразднённое село в Коргалжынском районе Акмолинской области Казахстана. Входило в состав Арыктинского сельского округа. Код КАТО — 116035500.

## География
Село располагалось в восточной части района, на расстоянии примерно 37 километров (по прямой) к юго-востоку от административного центра района — села Коргалжын, в 17 километрах к югу от административного центра сельского округа — села Арыкты. 

## История
Упразднено в 2019 г. 

## Население
В 1999 году население села составляло 502 человека (255 мужчин и 247 женщин). По данным переписи 2009 года, в селе проживало 86 человек (44 мужчины и 42 женщины).
| Численность населения | Численность населения |
| 1999                  | 2009                  |
| --------------------- | --------------------- |
| 502                   | ↘86                   |